# Maurice Lévy (Physiker)
Maurice Marc Lévy (* 7. September 1922 in Tlemcen, Algerien; † 13. April 2022) war ein französischer theoretischer Physiker. Er spielte eine besondere Rolle bei der Modernisierung der französischen theoretischen Physik nach dem Zweiten Weltkrieg und hatte später hohe Posten in der französischen Wissenschaftsorganisation inne.

## Werdegang
Lévy studierte an der Universität Algier und wurde 1949 an der Universität Paris über molekulare Optik promoviert. Als Post-Doktorand war er an der Universität Manchester, wo er zur theoretischen Physik wechselte. Von 1950 bis 1952 war er am Institute for Advanced Study, wo er Robert Oppenheimer so beeindruckte, dass er 1955 und 1962 erneut eingeladen wurde. Nach der Rückkehr nach Paris gründete Lévy 1952 mit Unterstützung von Yves Rocard die erste Forschungsgruppe für theoretische Physiker in Frankreich an der École normale supérieure und wurde Professor an der Sorbonne. In seiner Forschungsgruppe belebte er die theoretische Forschung in Quantenfeldtheorie und Quantenmechanik,  indem er sich insbesondere am Aufschwung der Teilchenphysik in den USA orientierte. Physiker wie Oppenheimer, Chen Ning Yang und Murray Gell-Mann waren Gäste bei seiner Gruppe und er förderte in seiner Gruppe auch Physiker außerhalb der Grande Ecoles, zum Beispiel John Iliopoulos aus Griechenland. Es gelang ihm auch, eine Gruppe experimenteller Teilchenphysiker um Hans von Halban (den er aus Oxford holte) in Frankreich anzusiedeln. 1959 ging er mit seiner Gruppe an die neu gegründete Außenstelle der Universität Paris in Orsay, wo auch ein Linearbeschleuniger entstand (LAL). 1971 wurde er Professor an der Universität Paris VI (Pierre et Marie Curie).
Lévy befasste sich unter anderem in den 1950er Jahren mit Mesonentheorie der Kernkräfte und theoretischer Elementarteilchenphysik.
Er lehrte an der ersten Sommerschule für theoretische Physik in Les Houches, die Cécile DeWitt-Morette 1952 organisierte, und gründete 1960 die Sommerschule in Cargèse in Korsika.
Er war in den 1960er Jahren wissenschaftlicher Berater der französischen Botschaft in Washington, D.C. und Direktor des Centre national d’études spatiales, dem Zentrum der zivilen Raketen- und Satellitenentwicklung in Frankreich.
1971 bis 1973 war Lévy Leiter der Abteilung Forschung im französischen Industrieministerium. 1973 bis 1975 stand er der ESA vor und 1974 bis 1975 war er Leiter der französischen Raumfahrtagentur.
Er war Präsident und Gründer der Cité des Sciences de la Villette.
1967 wurde Lévy Offizier des Ordre national du Mérite und 1975 Ritter der Ehrenlegion. 1959 erhielt er den Prix Félix Robin der französischen physikalischen Gesellschaft. Maurice Lévy war Fellow der American Physical Society und Mitglied der italienischen physikalischen Gesellschaft.

## Schriften
- mit D. R. Yennie, D. G. Ravenhall: Electromagnetic structure of nucleons, Rev. Mod. Phys., Band 29, 1957, S. 144
- Sur la theorie relativiste des forces nucleaires, Teil 1–5, Comptes Rendus Acad. Sci., Band 235, 1952, S. 815, 922, 1255, 1671, 1744
- The non adiabatic treatment of the relativistic two-body problem, Phys. Rev., Band 88, 1952, S. 72
- The symmetrical pseudoscalar meson theory of nuclear forces, Phys. Rev., Band 86, 1952, S. 806
- Meson theory of the nuclear forces and low energy properties of the neutron-proton system, Phys. Rev., Band 88, 1952, S. 725
- High energy behaviour of scattering amplitudes in quantum electrodynamics, Phys. Rev., Band 130, 1963, S. 791
- mit Gell-Mann: The axial vector current in beta decay. In: Nuovo Cimento. Band 16, 1960, S. 705 (chirales Modell)